# Нечаева, Вера Степановна
Ве́ра Степа́новна Неча́ева (1895—1979) — советский литературовед, специалист по творчеству Ф. М. Достоевского, В. Г. Белинского, П. А. Вяземского, историк литературы, текстолог. Доктор филологических наук, член Союза писателей СССР; инициатор, создатель и первый директор Музея-квартиры Ф. М. Достоевского в Москве.

## Биография
Родилась 21 января (2 февраля) 1895 года в Москве.
Окончила гимназию Валицкой с золотой медалью, Московские высшие женские курсы с отличием (историко-филологический факультет, под руководством профессора А. Е. Грузинского). Совмещала учёбу с работой в детском училище Валицкой, в 1914 году работала сестрой милосердия в госпитале. В 1917 году подготавливала организацию библиотеки и школы в поселке Вешняки, при открытии школы осенью 1918 была назначена учительницей. В 1920 году перешла на научную работу, с 1920 по 1922 год работала в Центрархиве.
С 1924 по 1929 проходила аспирантуру Института языка и литературы РАНИОН под руководством академика П. Н. Сакулина.
С 1925 года — научный сотрудник Государственной академии художественных наук (ГАХН), где была секретарем Комиссии по изучению Достоевского; секретарь Пушкинской комиссии Общества Любителей Российской Словесности.
В 1929—1932 годах — доцент Института им. Бубнова.
В 1920-х годах организовала Музей Ф. М. Достоевского (в Москве), который был открыт 11 ноября 1928 года.
В 1931—1941 годах работала в Библиотеке им. В. И. Ленина (заместитель заведующего отделом; главный библиотекарь отдела рукописей; заведующая Музеем Достоевского).
В 1936 году — консультант и член выставочной комиссии Всесоюзной Пушкинской комиссии.
Во время Великой Отечественной войны жила и работала в Пензе, преподавала историю искусств в Пензенском художественном училище, работала в Пензенском облархиве с архивными документами о ранних годах жизни В. Г. Белинского и его окружении.
В 1949—1967 годах вышла в свет монография В. С. Нечаевой о В. Г. Белинском в 4 томах, удостоенная в 1950 году академической премии им. В. Г. Белинского, которая была присуждена за первый том: «В. Г. Белинский. Начало жизненного пути и литературной деятельности. 1811—1830».
В 1950-х годах преподавала в МГУ курс «Текстология русской литературы» (в архиве Нечаевой сохранились «конспекты лекций, читанных студентам МГУ» и экзаменационные билеты).
Одним из основных направлений деятельности В. С. Нечаевой было изучение творчества Ф. М. Достоевского. Значительная часть наследия Ф. М. Достоевского в Отделе рукописей РГБ — рукописи, разысканные и переданные в общественное пользование В. С. Нечаевой. Она также опубликовала несколько книг о Ф. М. Достоевском, посвященных раннему творчеству писателя, журналам «Время» и «Эпоха».
Нечаева была редактором (членом редкомиссии) собрания сочинений Ф. М. Достоевского в десяти томах (Государственное издательство художественной литературы, М., 1956—1958) и автором примечаний к первому тому (Ф. М. Достоевский. Собрание сочинений в десяти томах. Том первый. Произведения 1846—1848. Гос. изд. художественной литературы, М., 1956), членом редакционной коллегии полного собрания сочинений В. Г. Белинского (1953—1956), председателем текстологической комиссии полного академического собрания сочинений М. Горького и др.
С 1952 года руководила сектором текстологии Института мировой литературы имени А. М. Горького АН СССР. Под её руководством и редакцией вышли четыре сборника «Вопросов текстологии» и — в 1962 году — сборник «Основы текстологии» (М., 1962).
Умерла в Москве 11 апреля 1979 года. Похоронена на Хованском кладбище.
В 1982 году архив В. С. Нечаевой был передан её сыном, пианистом Дмитрием Благим, в Библиотеку им. В. И. Ленина, и находится сейчас в Отделе рукописей РГБ. Среди документов этого архива — переписка с внуком Ф. М. Достоевского — Андреем Федоровичем Достоевским, с которым В. С. Нечаеву связывала многолетняя дружба.

## Книги
Четырёхтомная монография В. С. Нечаевой о Белинском (первый том удостоен академической премии им. Белинского):
- В. Г. Белинский: Начало жизненного пути и литературной деятельности: 1811—1830. (Изд-во Академии Наук СССР, 1949)
- В. Г. Белинский: Учение в университете и работа в «Телескопе» и «Молве»: 1829—1836. (Изд-во Академии Наук СССР, 1954)
- В. Г. Белинский: Жизнь и творчество: 1836—1841. (Изд-во Академии Наук СССР, 1961)
- В. Г. Белинский: Жизнь и творчество: 1842—1848. (Изд-во «Наука», 1967)

Работы о Достоевском:
- Нечаева В. С. В семье и усадьбе Достоевских. — М.: Соцэкгиз, 1939. — С. 36. — 158 с.
- Ранний Достоевский 1821—1849. (Изд-во «Наука», 1979)
- Журнал М. М. и Ф. М. Достоевских «Время» 1861—1863. (Изд-во «Наука», 1972)
- Журнал М. М. и Ф. М. Достоевских «Эпоха» 1864—1865. (Изд-во «Наука», 1975)

Список опубликованных работ 1913—1975 года см. ниже (графа «Ссылки»)